# 爱河 (鸭绿江)
爱河，原作靉河，唐代称乌骨江，位于中华人民共和国辽宁省东部，是鸭绿江右岸支流，发源于辽宁省宽甸满族自治县双山子镇四平街村北千山山脉的摩天岭（又称高丽盘道岭），上游段又称牛牲河，向西南流至灌水镇右纳旧帽山河后始称“爱河”。继续西南流经凤城市石城镇、大堡蒙古族乡，至凤城市区东郊草河街道花家堡子右纳草河后转东南流，过凤城东汤镇土城子后称为宽甸满族自治县与丹东市振安区的界河，东南流至丹东市九连城镇炮台顶子分成东西两支，东支于宽甸县虎山镇虎山长城景区西南注入鸭绿江，西支于丹东市九连城镇以东注入鸭绿江。全长192千米，流域面积5817.67平方千米。多年平均年径流量30.6亿立方米。爱河流域地处长白山支脉，上中游群山叠嶂，山势较陡，河道湾多水急；下游为低山丘陵区，山矮坡缓，土地肥沃。流域内富有硼等矿产资源。